# 카예타노 레
카예타노 레 라미레스(스페인어: Cayetano Ré Ramírez; 1938년 2월 7일, 아순시온 ~ 2013년 11월 26일, 발렌시아 주 엘체)는 파라과이의 전 축구 공격수이자 감독이다.

## 클럽 경력
레는 출신지 아순시온의 세로 포르테뇨와 클루브 과라니에서 활동하다가 스페인으로 건너가 1959년, 엘체에 입단하였다. 엘체에서 3년을 보낸 레는 바르셀로나로 이적하여 자신의 전성기를 보냈는데, 특히 1964-65 시즌에는 리그에서만 26골을 기록하여 리그 최다 득점자로서 트로페오 피치치의 주인공이 되었다. 바르셀로나에서 4년을 보낸 레는 모든 대회 통틀어 90골을 기록하였고, 이후 에스파뇰로 이적하였다.

## 국가대표팀 경력
레는 파라과이 국가대표팀 경기에 25번 출전하였는데, 특히 1958년 FIFA 월드컵에 참가한 것으로 알려져 있다.

## 감독 경력
현역 은퇴 후, 레는 감독일을 시작하였다. 그가 감독직을 맡기 시작한 이래 경력의 정점을 찍은 시기는 파라과이 국가대표팀 감독 시절로, 모국의 1986년 FIFA 월드컵 16강 진출을 이끌었다.

## 수상

### 클럽
세로 포르테뇨
- 파라과이 프리메라 디비시온: 1954

바르셀로나
- 코파 델 헤네랄리시모: 1962-63
- 인터시티스 페어스컵: 1965-66

### 개인
- 트로페오 피치치: 1964-65